# Boana icamiaba
Boana icamiaba es una especie de anfibio de la familia Hylidae. Es endémica de Brasil.